# ワインコンテスト

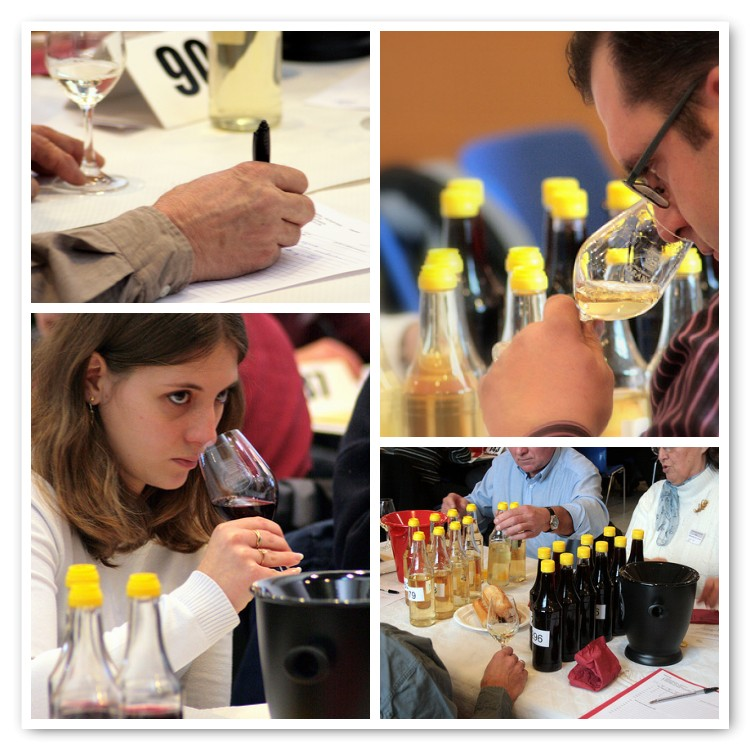
フランスの『オランジュワインコンクール』(:fr:Concours des vins d'Orange)の様子

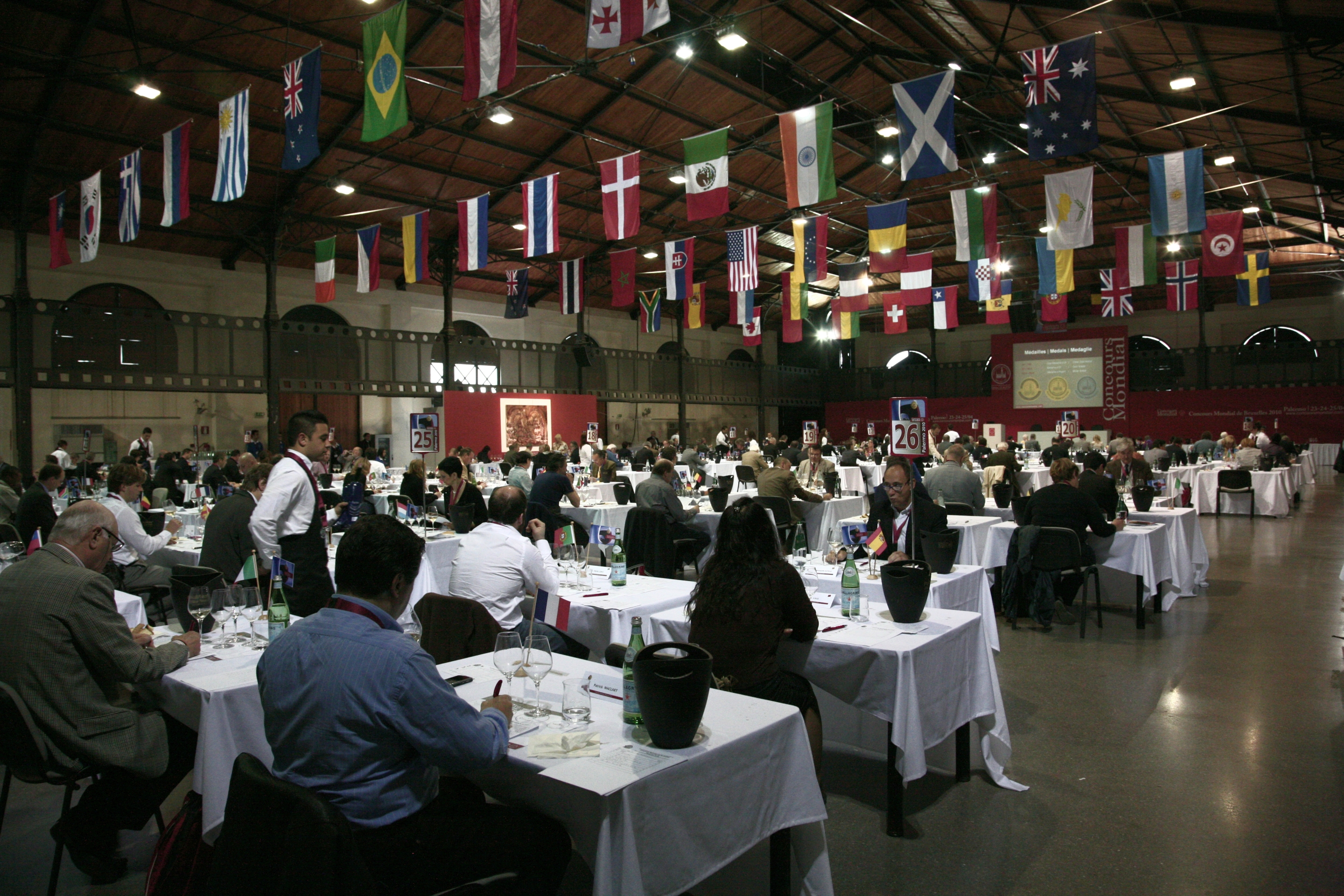
ベルギーの『コンクール・モンディアル・ド・ブリュッセル』(Concours Mondial de Bruxelles)の様子

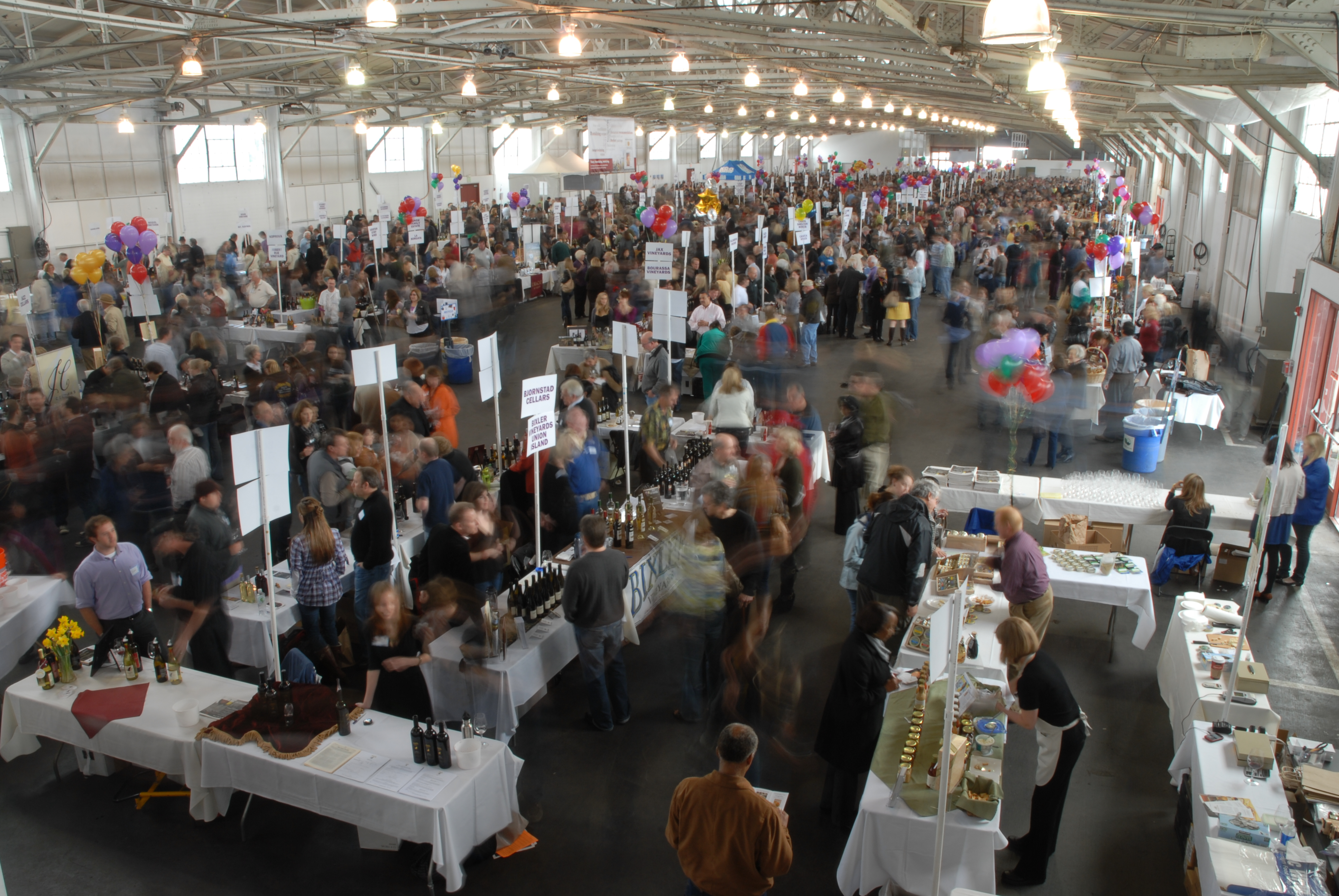
アメリカの新聞社主催『サンフランシスコ・クロニクルワインコンペティション』2010(San Francisco Chronicle wine competition 2010)の様子

ワインコンテスト(英:Wine competition仏:Concours des vins)は、ワインの競技会。ワインコンクール、ワインコンペティション、ワインコンペとも呼ばれる。

## 概要
ワインコンテストは、ワインの優劣を競う競技会である。日本の場合は、競技会のフランス語のコンクールと、英語のコンテストを使い分ける風習が存在し、フランスおよびフランス語を文化芸術的とみなしてその分野での競技会に「コンクール」と記載する慣例があり、ワインも芸術あるいは文化的だとみなして「ワインコンクール」と記する場合が多い。また「ワインといえばフランス」とのイメージからもフランス語が使用される。ただし、厳密にワイン競技会のフランス語表記は「Concours des vins」(コンクール・デ・ヴァン)であり、フランスでWine Concours(ワインコンクール)と記載される例は少ない。アメリカ・イギリス・その他の英語圏では、Wine competition(ワインコンペティション)もしくは、Wine contest(ワインコンテスト)のいずれかが使われる。なお、コンクールとコンテストはほぼ同意語であり、単にフランス語であるか英語であるかの違いでしかないためどちらの使用が正しく、どちらかの使用が間違いという訳でもなく、使用者が言語的にどちらに近いかによって使い分けられている。近年英語圏でのワイン消費量が増えてきており、生産国優先より消費者の利便性優先あるいはマーケティングの都合などの観点からも英語での表示等も増えてきている。
ワインの格付け自体は、古くから行われてきた(ボルドーワインの格付け参照)が、1930年代の中頃にはいると、格付けの法整備が進みワイン法がフランスで成立し国が保護する所となる。しかし、産地が世界中に広がりフランスの法律であるワイン法に収まらなくなっていく(参照、ワインのグローバル化en:Globalization of wine)。ワイン生産国が増え、旧来のワイン格付けに収まらなくなると、各地で新興国ワインと伝統国ワインの格付けを行うイベントが発生した。1970年代に入ると、ニューヨークでワイン競技会などが発足しはじめ、1972年には、フランス政府が国際会議で提案(国際ブドウ・ワイン機構（O.I.V.)(en:International Organisation of Vine and Wine)が主催)した世界ワインコンクールなども試みられたが、このOIVの加盟国はヨーロッパ(ワイン伝統国)がメインであり、アメリカなどのワイン新興国は当時加盟していない。そういう中、1976年5月24日にパリで歴史的な試飲会が起きた。これはフランスワインとアメリカワインを対決させた試飲会であり、無名のアメリカワインが白ワイン、赤ワインともに1位を付けた。当時、「安物」と揶揄されていたアメリカ製ワインの1位獲得に、フランス側からの反発がすぐさま起こり、投票用紙を取り返そうとした審査員(オデット・カーンen:Odette Kahn)が出てきた他、集計方法、計算方法、あるいはあらゆる視点からの批判が起こり、オデット・カーンは、詐欺であると主催者を罵倒するにまで至り、ル・フィガロ紙、ル・モンド紙、ニューヨーク・タイムズ紙、TIME紙などにまで騒動は広がり、報道をも巻き込み、国家間の威信をかけた争議となった。ギリシャ神話「パリスの審判」にあやかって同じく「パリスの審判」と名付けられた。この”事件”は、後に10年越し、30年越しの再戦まで行い、2008年にはコメディ映画化までされた(en:Bottle Shock参照)。
「フランスの伝統的な格付けでは収まりきれないワインが登場した」事が、この件で明らかになると、更に各地各国で新たな評価基準を求めて試行錯誤が行われる様になる。また、この際にアメリカが勝利したパリスの審判ではフランス側が納得しなかった事などから、ここで各国が納得する中立性と信頼性が重用になった。アメリカで行われるコンテストでは、フランス側が信頼せず、フランスで行われるコンクールでは、新興国(ニューワールドワイン)を正しく評価できるのか懐疑が示された。この1976年以降は、ワイン新興国のワインメーカー、醸造家にもチャンスが開かれると共に、新たな評価法を模索する時代にも入った。それまでのフランス農水省主催する「パリ農業コンクール(Concours General Agricole de Paris)」のワイン部門が1860年から存在し、旧来の伝統を守る中、ニューヨークや各国でも盛んにワイン競技会が開催されたが、小規模なものにとどまったり、長く続かなかったりした。
1986年、イギリスでワイン評論家のロバート・ジョセフ(Robert Joseph)らは「イギリスのワインは、世界のワインの中で、一体どの程度の順位なのか？」という純粋な懐疑に、英国のワインインターナショナルが企画として採用しインターナショナル・ワイン・チャレンジ（IWC）が始まった。このコンテストは、イギリスワインが「世界と比して、どれほど旨いか、あるいはどれほど不味いか」を確認する動機で作られたため、イギリスワインを世界1位にする必要もなく、また、当初からその意志もなかった。イギリスのワイン生産量は、主要国18カ国の中では最下位である。フランス生産数と比べ約6500分の1であり、日本の生産数と比べても79分の1である。だが輸入量は世界第2位という特異な地位を締めており、イギリスで国内生産者に配慮する必要もない事が、各国生産者に好印象を与え、また、1976年の「パリスの審判」においても中立性であった事や、ロンドンに英語圏全般に影響を持つ飲食関連出版社が集まっているなどもあり、中立性観点・信頼性、および商売上のチャンスなどの観点からIWCあるいはロンドンの他の大会へ出品が相次いだ。2006年にIWCがアメリカの企業に売却されると、デキャンター・ワールド・ワイン・アワードがロンドンでは台頭し2014年には出品銘柄数で見れば世界最大のワインコンテストとなった。
現在の、ワイン業界は、消費国の変化、生産国の拡大などを受けて過渡期である。世界一のコンテストと言われるものは存在しない。また、世界三大ワインコンテストとか、あるいは世界五大コンクール、あるいは１０大コンペティションと呼べるものも存在していないが、一世を風びしたインターナショナル・ワイン・チャレンジ、出品数世界一に2014年に輝いたデキャンター・ワールド・ワイン・アワード、フランス農水省が主導する伝統のパリ農業コンクールなどが著名である。また、New York International Wine Competitionなども著名である。
日本も1970年代、1980年代から国際ワインコンクールの審査員などとして招かれるなど国際的な地位向上し、日本ワインコンクールやジャパン・ワイン・チャレンジなどを開催し、世界的な地位を狙っている。

## 国際ワインコンクール
- インターナショナル・ワイン・チャレンジ - ロンドンのワインコンテスト。略称IWC。
- デキャンター・ワールド・ワイン・アワード - ロンドンのワインコンテスト。略称DWWA。
- パリ農業コンクール(fr:Concours général agricole) - フランス農水省が行う1860年から続く総合農業コンクール(ワイン部門はその一部門)
- New York International Wine Competition - ニューヨークのワインコンペティション。
- インターナショナル・ワイン・アンド・スピリッツ・コンペティション - ロンドンのワインとスピリッツのコンペティション。略称IWSC。
- Michelangelo International Wine & Spirits Awards (MIWA)
- International Wine Contest(en:International Wine Contest)

## 日本のワインコンクール
- 日本ワインコンクール -
- ジャパン・ワイン・チャレンジ - 英表記Japan Wine Challenge,略称JWC。

## 各国のコンクール
- Vinitaly(it:Vinitaly) - イタリアのワインコンテスト。